# Ingeborg Heintze
Sigrid Ingeborg Heintze, född 3 december 1894 i Skurups socken, Malmöhus län, död 22 januari 1982 i Malmö, var en svensk bibliotekarie. Hon var syster till August Heintze.
Heintze avlade studentexamen i Malmö 1915, filosofie kandidatexamen i Lund 1918 och filosofisk ämbetsexamen samma år. Hon var underbibliotekarie vid Malmö stadsbibliotek 1920–1934, förste bibliotekarie 1935–1948 och stadsbibliotekarie 1948–1961. Hon var styrelseledamot i Sveriges allmänna biblioteksförening 1943–1962 (hedersledamot 1962), ledamot av dess lönekommitté 1937 och arbetsutskott 1952–1962, ordförande i Skånekretsen av Svenska folkbibliotekarieföreningen 1942–1949, ledamot av Malmö stads museinämnd 1947–1963, styrelseledamot i Bibliotekstjänst 1951–1963 och ledamot av redaktionskommittén för Malmö stads historia från 1958. Heintze är begraven på Skurups norra kyrkogård.